# Мурашко, Михаил Петрович
Михаи́л Петро́вич Мура́шко (род. 16 января 1941, с. Громыки, Почепский район, Брянская область) — советский и российский хореограф-балетмейстер, педагог, организатор культуры, исследователь. Художественный руководитель и главный балетмейстер Государственного ансамбля танца «Марий Эл» (1969—1975, 1978—1991). Создатель школы марийского танца, основоположник марийской народно-сценической хореографии. Художественный руководитель и главный балетмейстер ансамбля танца Белорусской ССР (1975—1977). Декан хореографического факультета, профессор, заведующий кафедрой народного танца Московского государственного университета культуры и искусств. Создатель и руководитель Российского театра национального танца МГИК (1991—1995). Председатель секции народного танца Российской хореографической ассоциации.
Заслуженный деятель искусств РСФСР (1985). Народный артист Республики Марий Эл (2011). Заслуженный деятель искусств Марийской АССР (1973). Лауреат Государственной премии Марийской АССР (1974), лауреат премии Марийского комсомола им. О. Ипая (1982).

## Биография
Родился 16 января 1941 года в с. Громыки Почепского района Брянской области. В 1965—1970 годах учился в Московском государственном институте культуры по специальности «режиссура балета». По окончании института уехал в Марийскую АССР, в 1969—1975 годах — главный балетмейстер Государственного ансамбля Марийской АССР «Марий Эл».
В 1975 году переехал в Белорусскую ССР, в 1975—1977 годах являлся художественным руководителем и главным балетмейстером ансамбля танца Белоруссии.
В 1977 году вновь вернулся в Йошкар-Олу, в 1977—1978 годах — балетмейстер-постановщик Марийского музыкального театра. В 1978—1991 годах был художественным руководителем и главным балетмейстером Государственного ансамбля танца «Марий Эл».
С 1991 года — доцент, профессор, заведующий кафедрой народного танца, декан хореографического факультета Московского государственного университета культуры и искусств (ныне — МГИК).
В настоящее время живёт и работает в г. Химки Московской области. Женат, супруга — Натэлла Николаевна Мурашко (род. 1945), дочь — Валерия Михайловна Мурашко (род. 1971).

## Хореографическая деятельность
С 1969 по 1990 год М. Мурашко поставил несколько концертных программ в ансамбле «Марий Эл», танцы в многочисленных операх, опереттах, мюзиклах, спектаклях Марийского театра драмы им. М. Шкетана, в любительских, профессиональных коллективах, на праздниках, фестивалях и т. п. 4 мая 1978 года в качестве балетмейстера-постановщика Марийского музыкального театра поставил балет на музыку А. Луппова «Прерванный полёт». Это второй национальный марийский балет (после балета «Лесная легенда»).
Талант М. П. Мурашко как хореографа-сочинителя проявился и во время его работы в качестве художественного руководителя Государственного ансамбля танца Белоруссии (1975—1977). Впервые в истории ансамбля была поставлена программа белорусских народных танцев, продемонстрировавшая оригинальный подход к решению фольклорных танцевальных форм на сцене. Это проявилось в подборе и интерпретации музыки, костюма и хореографии. Новаторские методы балетмейстера Михаила Мурашко были по достоинству оценены критиками и зрителями и широко подхвачены хореографами Белоруссии.
Из студентов кафедры хореографии МГУКИ в 1991 году он организовывает Российский театр национального танца, в котором ставит программу из танцев разных народов России. Большим событием стало создание программы «Русичи», состоящей из русских танцев и отражающей фольклорные традиции разных регионов России. Программу «Русичи» можно назвать энциклопедией русских народных танцев с их уникальными областными особенностями. Театр в короткие сроки стал известным творческим коллективом и принимал участие в таких крупных представлениях государственного уровня как «Единством и любовью спасёмся», «Декларация о Государственном Суверенитете России», «Праздник славянской письменности», «850-летие Москвы», «Открытие Всемирных юношеских игр», «Этот день Победы», «Эшелон длиной в четыре года», «Москва на все времена», «Москва — Руси душа живая», «Созвездие дружбы», «Красная площадь», «Золотые купола России», «Русская зима» и многих других. Вместе с театром М. П. Мурашко выезжал на международные фестивали и конкурсы в европейские страны: Францию, Голландию, Бельгию, Чехию, Италию, Испанию, Германию, Австрию, Польшу, Венгрию, Словакию. На этих соревнованиях театр завоевал самые высокие награды, в том числе «Фольклорный Оскар» (Италия), «Золотой багет» (Франция), впервые в 38-летней истории фестиваля специально учреждённый для Российского театра национального танца.
В 1997 году являлся балетмейстером-постановщиком спектакля-дивертисмента «Москва на все времена», посвящённого 850-летию основания Москвы (7 сентября, Лужники).
Балетмейстер ставил танцы в государственных театрах, ансамблях танца и ансамблях песни и танца разных республик: Чувашии, Мордовии, Северной Осетии, Коми, Сибирском русском народном хоре, Московском государственном ансамбле танца «Россия», Саратовском хореографическом училище, Марийском театре оперы и балета имени Э. Сапаева, Костромском драматическом театре, Молдавском ансамбле танца «Миорица», Белорусском театре имени Я. Купалы, Ансамбле танца Узбекистана «Бахор», Московском театре песни «Золотое кольцо» и многих других.
М. Мурашко выступал и как режиссёр-постановщик программ и спектаклей на международных фестивалях: «Вечное движение» (Конфолан, Франция), «Славянская ночь» (Олорон, Франция), «Танцы на арене» (Хихон, Испания), «Зимняя фантазия» (Театр интернационального танца, Амстердам, Голландия), «Гала-концерт» (Сас ван Гент, Голландия), «Русский фестиваль» (Голландия), «Заключительное представление фестиваля» (Коррополь, Италия), «Гала-концерт» (Коли, Италия).
Председатель жюри на российских и международных хореографических конкурсах и фестивалях. Председатель секции народного танца Российской хореографической ассоциации.
С 2011 года проводится Международный хореографический конкурс-фестиваль «Михаил Мурашко приглашает друзей». В конкурсе-фестивале по традиции принимают участие профессиональные и любительские хореографические коллективы, ансамбли песни и танца, отдельные исполнители, хореографы-постановщики. В жюри конкурса входят народные и заслуженные артисты России, профессора, академики, доктора и кандидаты искусствоведения, эксперты-хореографы международного класса.
За вклад в развитие хореографического искусства 16 августа 1973 года М. Мурашко удостоен почётного звания «Заслуженный деятель искусств Марийской АССР». За постановку программ Государственного ансамбля танца «Марий Эл» 31 декабря 1974 года был удостоен Государственной премии Марийской АССР. В 1985 году он стал заслуженным деятелем искусств РСФСР. В 2011 году присвоено почётное звание «Народный артист Республики Марий Эл».

## Основные балетные и танцевальные постановки
Далее представлен список основных балетных и танцевальных постановок М. П. Мурашко.

### Балеты
- «Прерванный праздник» (1978)
- «Шорыкйол»

### Русские танцевальные постановки
- Ритуальный хоровод Белгородской области «Ярило»
- Поморская сюита «У моря студёного»
- Девичий танец «Рязанские заклинания»
- Мужской танец «Сибирские женихи»
- Мужской танец «Брянский плетень»
- Мужской танец «Уральская пятёра»
- Мужской танец «Смоленский гусачок»
- Мужской танец «Курский Тимоня»
- Мужской танец «Волжские перескоки»
- Хореографическая картина «Как за Доном за рекой казаки гуляют!»
- Псковский хоровод «Завивание берёзки»
- Шуточный танец владимирских пастухов «На Егория»
- Танец «Полесские вечёрки»
- Танец «Московские переплясы»

### Марийские танцевальные постановки

#### Танцы луговых мари
- «Волынка»
- «Ой, куницы, как играют!»
- «На волжском берегу»
- «Хитрый Миклай»
- «Моркинский свадебный танец»
- «Возьмёшь ли шапку, девушка?»
- «Весенние голоса»
- «Деревенские музыканты»

#### Танцы горных мари
- «Девичий пир»
- «Горные орлы»
- «Горномарийские народные игры»

#### Танцы восточных мари
- «Двенадцать»
- «Пять пар»
- «Ныргындинские невесты»
- «Ильнетская круговая»
- «Строй»

### Марийские хореографические сюиты
- «Марий Эл»
- «Праздник цветов»
- «Марийская свадьба»

### Марийские хореографические картины
- «Память»
- «Сыны Акпарса»

## Научно-педагогическая деятельность
Во время работы в Московском государственном институте культуры (ныне — Московский государственный университет культуры и искусств) М. Мурашко возглавил сначала студенческий курс, потом кафедру, а затем им же созданный хореографический факультет. Здесь он разработал новую программу по предмету «Искусство балетмейстера». Для более глубокого постижения профессии ввёл в учебный план такие новые дисциплины как «Этнография», «Древнерусская литература», а предмет «Русский танец» перевёл в число главных профессиональных дисциплин. Каждый студенческий курс он превращал в мастерскую, во главе которой стоял мастер — художественный руководитель курса (мастерской).
За годы творческой работы в Марийской республике опубликовал 3 сборника: «Танцы Марий Эл» (1981), «Танцы Марийского края» (1995), «Марийские сюжетные танцы» (1997). Это антология марийского народно-сценического танца.
Также он является автором книг и статей по русскому танцу: «Танец — это душа народа», «Учитель и уроки мастерства хореографа», «Должны вернуться ценности народа», «Кризис ансамблей русского танца», «Формы русского танца. Часть I», «Формы русского танца. Часть II», «Русская пляска», «Классификация русского танца» и др.

## Основные научные работы
Ниже приведён список основных научных работ М. П. Мурашко.
- Мурашко М. П. Танцы Марий Эл. — Йошкар-Ола, 1981.
- Мурашко М. П. Танцы Марийского края / М. Мурашко; М-во культуры Респ. Марий Эл, Центр нар. творчества. — Йошкар-Ола: Марийское кн. изд-во, 1995. — 293 с.
- Мурашко М. П. Марийские сюжетные танцы: В 2 ч. / М. Мурашко; М-во культуры Респ. Марий Эл, Центр нар. творчества. — Йошкар-Ола, 1995. — 239 с.
- Мурашко М. П. Формы русского танца. Кн. 1, ч. 1: Пляска / М. П. Мурашко. — М.: Один из лучших, 2006. — 122, [1] с.
- Мурашко М. П. Формы русского танца. Кн. 1, ч. 2: Пляска / М. П. Мурашко. — Москва : Один из лучших, 2007. — 111 с.
- Мурашко М. П. Русская пляска: учебное пособие. — М.: Изд. дом МГУКИ, 2010. — 487 с.
- Мурашко М. П. Классификация русского танца. — М.: Изд. дом МГУКИ, 2012. — 552 с.
- Мурашко М. П. Русская кадриль: исследование форм русского танца. — М.: Изд. дом МГУКИ, 2013. — 552 с.
- Мурашко М. П. Русский перепляс. — М.: Изд. дом МГУКИ, 2014.
- Мурашко М. П. Русский хоровод. — М.: Изд. дом МГУКИ, 2015. — 552 с.

## Исследования о хореографе
- Балетмейстер Михаил Мурашко. — М.: Диамант, 2011. — 364 с.[5]

## Звания и награды
- Заслуженный деятель искусств РСФСР (1985)[6]
- Народный артист Республики Марий Эл (2011)[6]
- Заслуженный деятель искусств Марийской АССР (1973)[6]
- Лауреат Государственной премии Марийской АССР (1974)[6]
- Лауреат премии Марийского комсомола им. О. Ипая (1982)[6]
- Профессор (1993)
- Почётная грамота Президиума Верховного Совета Марийской АССР (1971)[6]
- Почётная грамота Президиума Верховного Совета Мордовской АССР (1973)[6]